# 持続可能な開発目標
持続可能な開発目標（じぞくかのうなかいはつもくひょう、英語: Sustainable Development Goals〈サステナブル・ディベロップメント・ゴールズ〉、略称: SDGs〈エスディージーズ〉）は、2015年9月25日に国連総会で採択された、持続可能な開発のための17の国際目標である。その下に、169の達成基準と232の指標が決められている。

## 概要
2000年9月、アメリカ・ニューヨークでの『国連ミレニアム・サミット』にて採択された国連ミレニアム宣言を基に、「ミレニアム開発目標」(Millennium Development Goals: MDGs) が成立した。だがMDGsは2015年までの期限付きであり、2011年、南米コロンビアのフアン・マヌエル・サントス政権にて、期限が近づいても未達成の目標があったことや、それと同時に持続可能な開発をどう進めるかについての議論が提案された。発案はコロンビア外務省経済・社会・環境の女性局長であるパウラ・カバジェーロによるものである。女性外務大臣のマリーア・アンジェラ・オルギンへの稟議を通じて採択された。

案はグアテマラ等、中南米のいくつかの開発途上国の支援を得たのち、2012年6月にブラジル・リオデジャネイロにて開催された国際サミット『国連持続可能な開発会議』（リオ+20）にて、「2015年以降の次世代MDGsの目標と、持続可能な開発の議論を統一」させることをコロンビア・グアテマラ両国が推奨した。サミットでいかに成果を生み出すかに迷走していたブラジルは、両国の案に乗り、開催されたリオ+20では、その制定への決議を主要な成果として終了した。
2015年9月25日、国連総会にて、持続可能な開発のために必要不可欠な向こう15年間の新たな行動計画『我々の世界を変革する：持続可能な開発のための2030アジェンダ』（Transforming our world: the 2030 Agenda for Sustainable Development、または単に「2030 Agenda」とも）が採択され、2030年までに達成するべき持続可能な開発目標 (SDGs) として、17の世界的目標と169の達成基準が示された。SDGsの取り組みは翌2016年より世界規模で開始されている。

## 17の目標

17の目標一覧

SDGsは、以下の17の目標から構成されている。その他、169項目など全文はウィキソースの「持続可能な開発のための2030アジェンダ」を参照。
|  | 貧困をなくそう                       | あらゆる場所のあらゆる形態の貧困を終わらせる |
|  | 飢餓をゼロに                         | 飢餓を終わらせ、食料安全保障及び栄養改善を実現し、持続可能な農業を促進する                                                                                   |
|  | すべての人に健康と福祉を             | あらゆる年齢のすべての人々の健康的な生活を確保し、福祉を促進する                                                                                             |
|  | 質の高い教育をみんなに               | すべての人に包摂的かつ公正な質の高い教育を確保し生涯学習の機会を促進する                                                                                     |
|  | ジェンダー平等を実現しよう           | ジェンダー平等を達成し、すべての女性及び女児の能力強化を行う                                                                                                 |
|  | 安全な水とトイレを世界中に           | すべての人々の水と衛生の利用可能性と持続可能な管理を確保する                                                                                                 |
|  | エネルギーをみんなにそしてクリーンに | すべての人々の、安価かつ信頼できる持続可能な近代的エネルギーへのアクセスを確保する                                                                           |
|  | 働きがいも経済成長も                 | 包摂的かつ持続可能な経済成長及びすべての人々の完全かつ生産的な雇用と働きがいのある人間らしい雇用（ディーセント・ワーク）を促進する                           |
|  | 産業と技術革新の基盤を作ろう         | 強靭（レジリエント）なインフラ構築、包摂的かつ持続可能な産業化の促進及びイノベーションの推進を図る                                                           |
|  | 人や国の不平等をなくそう             | 各国内及び各国間の不平等を是正する |
|  | 住み続けられるまちづくりを           | 包摂的で安全かつ強靱（レジリエント）で持続可能な都市及び人間居住を実現する                                                                                   |
|  | つくる責任つかう責任                 | 持続可能な生産消費形態を確保する |
|  | 気候変動に具体的な対策を             | 気候変動及びその影響を軽減するための緊急対策を講じる |
|  | 海の豊かさを守ろう                   | 持続可能な開発のために海洋・海洋資源を保全し、持続可能な形で利用する                                                                                         |
|  | 陸の豊かさも守ろう                   | 陸域生態系の保護、回復、持続可能な利用の推進、持続可能な森林の経営、砂漠化への対処、ならびに土地の劣化の阻止・回復及び生物多様性の損失を阻止する             |
|  | 平和と公正をすべての人に             | 持続可能な開発のための平和で包摂的な社会を促進し、すべての人々に司法へのアクセスを提供し、あらゆるレベルにおいて効果的で説明責任のある包摂的な制度を構築する |
|  | パートナーシップで目標を達成しよう   | 持続可能な開発のための実施手段を強化し、グローバル・パートナーシップを活性化する                                                                             |

## 進捗状況
- 2017年7月 - 国際連合の事務総長であるアントニオ・グテーレスは、SDGsに掲げられている多くの分野の前進が2030年までに達成できるペースをはるかに下回っているとし、前進を加速すべく取り組みを強化する必要があるとする国連報告書を発表した[13]。
- 2019年5月 - 国際連合事務総長のアントニオ・グテーレスは、経済社会理事会ECOSOCに提出する「国連持続可能な開発目標SDGs進捗報告書」を公表する。首脳レベルのSDGs進捗状況は4年に1度の発表であるため、2015年に採択されてから初の報告として注目を集める。目標1から17まで各々の課題が発表されたが、全体的に目標達成に至らず、掲げる目標の達成までに課題が山積みしている[14]。
- 2020年9月 - 国際連合副事務総長のアミナ・モハメドは、新型コロナウイルス感染症 (COVID-19) の世界的流行が原因で、貧困撲滅を目指す目標1の取り組みが大幅に減退している、と危機感を表明した[15]。国際連合開発計画 (UNDP) は、SDGsの根幹をなす目標1の達成はますます困難になったと認識を示している[16]。

## 日本の状況
日本では主要マスコミが国際連合広報センターによる「世界中の報道機関とエンターテインメント企業に対し、その資源と創造的才能をSDGs達成のために活用するよう促す」ことを目的とした「SDGメディア・コンパクト」に参加している。SDGsを理由に推進されているモノとして、太陽光発電、昆虫食などがある
。マスコミでSDGsが大きく取り上げられているが、視聴率は芳しくない。SDGs関連の中でも「食糧問題の解決に期待されている」との理由でコオロギ食を高校の給食メニューの1品として提供するといった昆虫食の推進には一部にて大きな反発と批判が起きている。2021年には紙ストロー、袋有料化、サステナブル・マウンティングなどへの反発が見受けられた。

### 中小企業
中小企業基盤整備機構の調査によると、企業の約99.7％を占める中小企業の内3割がSDGsへ取り組んでいる、取り組む予定があると回答している。
一方で、帝国データバンクの調査によると、中小企業の半数が資金不足や人材不足の壁に直面し、SDGsに十分に取り組めていないのが現状である。しかし、同時にSDGsに取り組んでいる企業の約7割が企業イメージの向上や従業員のモチベーション向上、売上増加など何らかの効果を実感しているという。また、中小企業がSDGsに参画することは、社会課題の解決に貢献するだけでなく企業価値の向上やビジネスチャンスの獲得につながる可能性があるとしている。

### 日本政府
2015年のSDGs採択以降、日本は企業が積極的に経営に導入するなど、多様な主体で取り組んでいる。政府も実施に向けて国内の基盤整備を推進してきた。
日本政府は、SDGsに係る施策の実施について、全国務大臣を構成員とする「持続可能な開発目標 (SDGs) 推進本部」を設置した。本部は2016年12月22日に「持続可能な開発目標 (SDGs) 実施指針」を決定し、優先課題として、2030アジェンダが掲げる5つのPである、People（人間）、Planet（地球）、Prosperity（繁栄）、Peace（平和）、Partnership（パートナーシップ）に対応した8項目が示している。2019年12月の第8回推進本部会合で、2020年のSDGs推進のための具体的対策法を取りまとめた「SDGsアクションプラン2020」を決定した。
People（人間）
1. あらゆる人々の活躍の推進
関連する目標:1（貧困）、4（教育) 、5（ジェンダー）、8（経済成長と雇用）、10（格差） 、12（持続可能な生産と消費）
2. 健康・長寿の達成
関連する目標:3（保健）等
Prosperity（繁栄）
3. 成長市場の創出、地域活性化、科学技術革新
4. 持続可能で強靱な国土と質の高いインフラの整備
関連する目標:2（食料）、6（水と衛生）、9（インフラ、産業化、技術革新）、11（持続可能な都市、人間居住）
Planet（地球）
5. 省・再生可能エネルギー、気候変動対策、循環型社会
関連する目標:7（エネルギー）、12（持続可能な生産と消費）、13（気候変動）
6. 生物多様性、森林、海洋等の環境の保全
関連する目標:2（食料）、3（保健）、14（海洋）、15（生物多様性）
Peace（平和）
7. 平和と安全・安心社会の実現
関連する目標:16（平和）
Partnership（パートナーシップ）
8. SDGs実施推進の体制と手段
関連する目標:17（実施手段）
2020年7月9日、SDGsのより一層の認知拡大・行動の促進を行うため、ジャパンSDGsアクション推進協議会が発足し、外務省、環境省、経産省、神奈川県など官公庁のほか経団連、慶應義塾大学SFC研究所 X.SDG Lab.など官民一体の15団体が参加した。SDGsアクションに取り組む人を「SDGs People」とし、女優で創作アーティストののんが第一号となった。今後、他のメンバーとともに、SNSなどを通じてSDGs活動の発信に取り組んでいく。慶應義塾大学大学院 政策・メディア研究科 教授の蟹江憲史が会長を務める。

#### SDGs未来都市
SDGs未来都市とは、自治体がSDGsの達成に向けた取り組み・提案を行い、国に選定されたものである。SDGs未来都市の取り組みについて、国の支援を得ながらモデルとして普及展開を図り、「持続可能なまちづくり」の実現を図っていくことを目的とする。
内閣府は地方創生に取り組んでおり、SDGsの理念が「政策の全体最適化、地域課題解決の加速化という相乗効果が期待できる」とし、「地方創生SDGs」を推進している。SDGs未来都市はその取り組みの一つである。
SDGs未来都市はSDGsに積極的に取り組んでいる都市・地域の中で、特に経済・社会・環境・脱炭素化に関する取組（2021年追加）の四つの側面の「統合的取組による相乗効果、新しい価値の創出を通して、持続可能な開発を実現するポテンシャルが高い都市・地域」が選定されている。2022年現在、154都市（155自治体）が選出されている。また、環境モデル都市、環境未来都市事業との関連性が強く、2018年に選出された 29都市のうち 10都市が環境モデル都市、環境未来都市事業のいずれかにも選出されている。

#### SDGs先進都市
SDGs先進都市とは、SDGsにある17の目標すべてに関わる市民活動が活発であることを指している。代表例として、ドイツのフライブルク市がある。
2018年6月15日に、当時の内閣総理大臣の安倍晋三のSDGs推進本部会合における指示を踏まえ公募した結果地方創世分野における日本の「SDGsモデル」を構築していくため、自治体によるSDGsの達成に向けた優れた取り組みを提案する29都市を「SDGs未来都市」として選定した。
- 飯豊町（山形県西置賜郡）
- 宇部市（山口県）
- 壱岐市（長崎県）
- 小国町（熊本県阿蘇郡）
- 岡山市（岡山県）
- 鎌倉市（神奈川県）
- 神奈川県
- 上勝町（徳島県勝浦郡）
- 北九州市（福岡県）
- 堺市（大阪府）
- 静岡市（静岡県）
- 札幌市（北海道）
- 志摩市（三重県）
- 下川町（北海道天塩上川郡）
- 珠洲市（石川県）
- 仙北市（秋田県）
- つくば市（茨城県）
- 十津川村（奈良県吉野郡）
- 富山市（富山県）
- 豊田市（愛知県）
- 長野県
- ニセコ町（北海道虻田郡）
- 浜松市（静岡県）
- 白山市（石川県）
- 東松島市（宮城県）
- 広島県
- 北海道
- 真庭市（岡山県）
- 横浜市（神奈川県）

#### 自治体SDGsモデル事業選定
SDGs未来都市のうち、先導的な取組を自治体SDGsモデル事業として選定している。自治体SDGsモデル事業は、以下の3点を満たすものである。
1. 経済・社会・環境の三側面の統合的取組による相乗効果の創出
2. 自律的好循環の構築
3. 多様なステークホルダーとの連携

- 壱岐市（長崎県）
- 小国町（熊本県阿蘇郡）
- 神奈川県
- 鎌倉市（神奈川県）
- 北九州市（福岡県）
- 下川町（北海道天塩上川郡）
- 富山市（富山県）
- ニセコ町（北海道虻田郡）
- 真庭市（岡山県）
- 横浜市（神奈川県）

## 日本政府のSDGsアワード
日本政府は、SDGs達成に向けた優れた取り組みを行っている企業・団体等を表彰するため、以下のSDGsアワードを実施している。
| アワード名                                         | 主催者                                         | 概要                                                             | 主な受賞企業                                                                                   |
| ジャパンSDGsアワード                               | 内閣官房 SDGs推進本部                          | SDGs達成に資する優れた取組を行っている企業・団体等を表彰         | 株式会社ユーグレナ、株式会社eboard、恩賜財団済生会、HAKKI AFRICA、OUI Inc.、ジャパンハートなど |
| 日本医療研究開発大賞                               | 内閣官房                                       | 医療分野の研究開発に関する優れた成果をあげた研究者等を表彰       | 第5回では、京都大学iPS細胞研究所の山中伸弥所長らが受賞                                         |
| 地方創生SDGs金融表彰                               | 内閣官房、内閣府                               | 地方創生に資するSDGs達成に向けた金融の取組を表彰                 | 第1回では、株式会社鹿児島銀行、株式会社北洋銀行などが受賞                                      |
| 女性のチャレンジ賞                                 | 内閣府                                         | 女性の活躍推進に資する優れた取組を行う個人や団体を表彰           | 令和3年度は、特定非営利活動法人参画プラネットが内閣総理大臣表彰を受賞                          |
| 食品ロス削減推進表彰                               | 消費者庁、環境省                               | 食品ロス削減に向けた優れた取組を行う企業や団体等を表彰           | 第4回では、株式会社ローソンが「消費者庁長官賞」を受賞                                          |
| 「めざせ！食品ロス・ゼロ」川柳コンテスト           | 消費者庁                                       | 食品ロス削減をテーマとした川柳を募集し、優秀作品を表彰           | -                                                                                              |
| 「障害者の生涯学習支援活動」に係る文部科学大臣表彰 | 文部科学省                                     | 障害者の生涯学習を支援する優れた取組を行う団体や個人を表彰       | 令和3年度は、特定非営利活動法人エイブルアート・ジャパンが受賞                                  |
| 健康寿命をのばそう！アワード                       | 厚生労働省、スポーツ庁                         | 健康寿命の延伸に資する優れた取組を表彰                           | 第10回では、株式会社タニタヘルスリンクが厚生労働大臣最優秀賞を受賞                             |
| ディスカバー農山漁村（むら）の宝                   | 農林水産省、内閣官房                           | 農山漁村の活性化に取り組む優れた事例を選定し、その取組を広く発信 | 第7回では、株式会社秋川牧園が「ディスカバー農山漁村（むら）の宝」に選定                        |
| 林野庁長官賞                                       | 林野庁                                         | 森林・林業分野の優れた取組を表彰                                 | 令和3年度は、住友林業株式会社が受賞                                                            |
| ものづくり日本大賞                                 | 経済産業省、国土交通省、厚生労働省、文部科学省 | ものづくり分野の優れた取組や成果を表彰                           | 第10回では、株式会社デンソーが内閣総理大臣賞を受賞                                             |
| グリーンインフラ大賞                               | 国土交通省                                     | グリーンインフラに関する先進的な取組を表彰                       | 令和3年度は、株式会社福山コンサルタントが国土交通大臣賞を受賞                                  |
| ESGファイナンス・アワード・ジャパン                | 環境省                                         | ESG金融に関する先進的な取組を行う金融機関等を表彰                | 第2回では、株式会社三井住友銀行、第一生命保険株式会社などが受賞                                |

### 各組織・企業によるSDGsの取組
| 省庁                                       | 取り組み |
| ------------------------------------------ | --- |

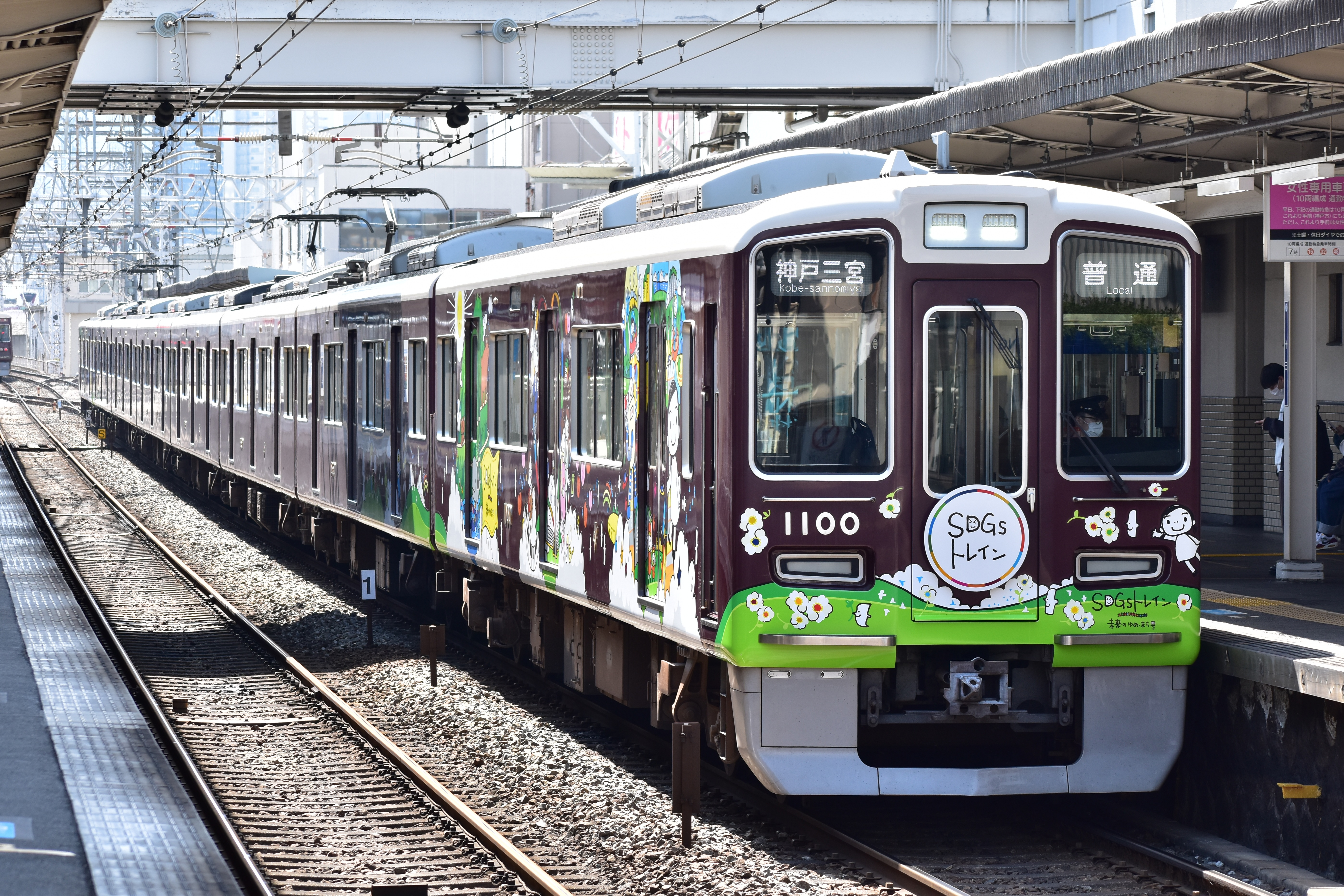
阪急電鉄「SDGs 未来のゆめ・まち号」（2代目）

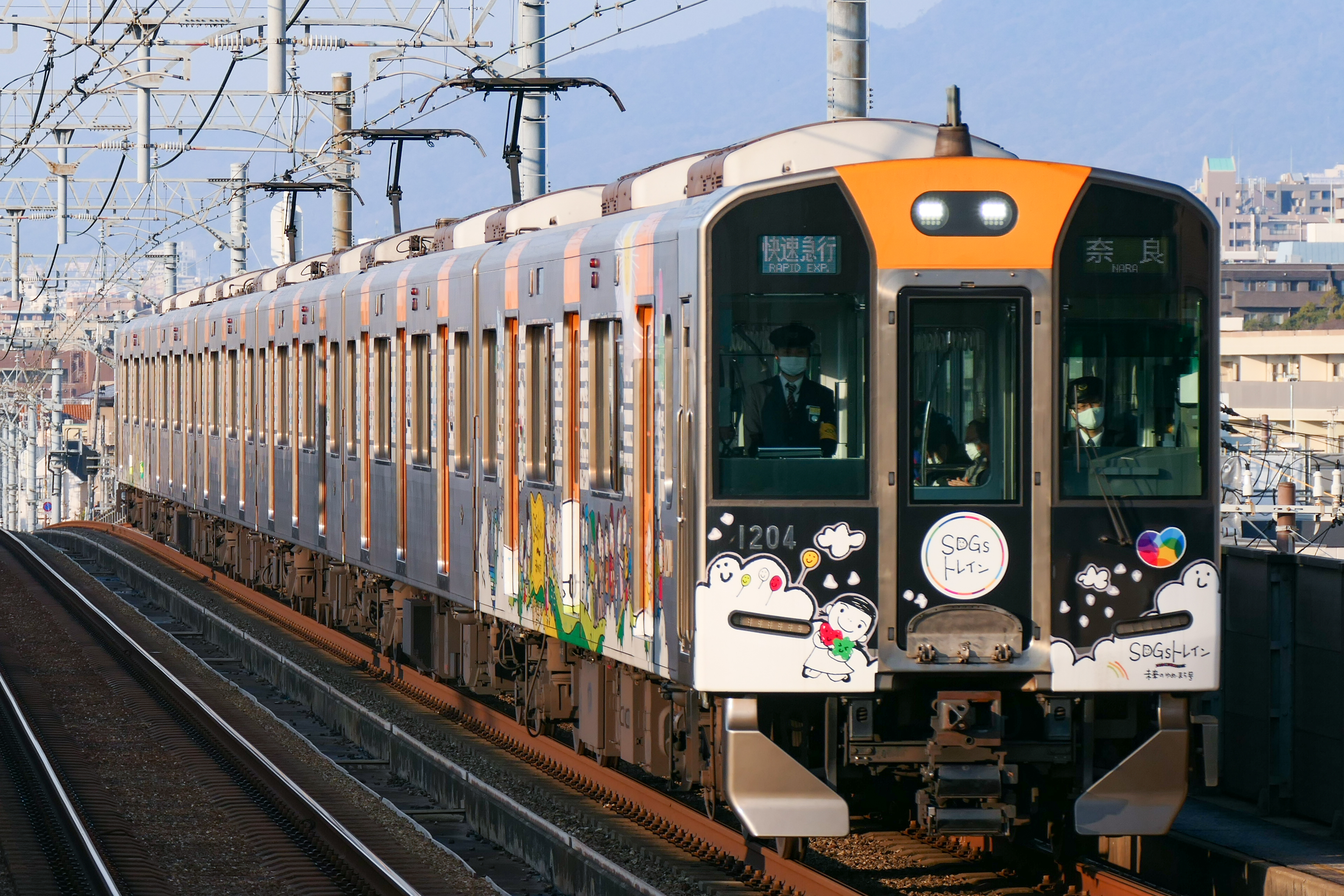
阪神電気鉄道「SDGs 未来のゆめ・まち号」（初代）

| 経済産業省                                 | - フィジカルインターネットが実現する価値（効率性、強靭性、雇用確保、ユニバーサル・サービス化）を挙げ、この価値は、SDGsの8つの目標（保健、エネルギー、成長・雇用、イノベーション、不平等、都市、生産・消費、気候変動）の達成にも寄与する。 |
| 外務省など                                 | - 2017年7月に開かれた国連の持続可能な開発目標に関するハイレベル政治フォーラムに合わせ、「PPAP（ペンパイナッポーアッポーペン）」の替え歌などピコ太郎のパフォーマンスでSDGsの普及と啓発を図っている。 |
| 消費者庁                                   | - 消費者教育推進課が「倫理的消費(エシカル消費)」の促進を行っている。 |
| 農林水産省                                 | - 持続可能な食料システムの構築のための「みどりの食料システム戦略」を策定・推進。 |
| 地方自治体                                 | 取り組み |
| 神奈川県                                   | - かながわSDGsパートナー - SDGsの推進に資する事業を展開している企業・団体等の取組事例を県が募集・登録・発信するとともに、県と企業・団体等が連携してSDGsの普及促進活動に取り組む。 |
| 埼玉県                                     | - 埼玉県SDGsパートナー。SDGsの取組を自ら実施、公表する県内企業・団体等を「埼玉県SDGsパートナー」として県が登録。これにより県内企業・団体等が行う活動とSDGsとの関連性を明確にし、SDGs達成に向けた具体的な取組を促進し、県が進める「埼玉版SDGs」を共に推進することを目的としている。 |
| 富山市                                     | - 2018年6月15日、富山市SDGs未来都市計画を策定 - 富山型コンパクトなまちづくりプロジェクト - LRTを取り入れた公共交通を整備し、その沿線に居住、商業、業務、文化等の都市機能を集積させる。 - SDGs推進コミュニケーターを養成している。 |
| 団体                                       | 取り組み |
| 運輸デジタルビジネス協議会                 | - オープンイノベーションの手法を用いて国内ロジスティクスの課題を解決する組織として活動しながら、SDGsの普及推進を行っている。 |
| 岡山大学                                   | - SDGsを大学の研究・教育・社会貢献活動の中心に置いている。その中で、大学・研究機関におけるSDGsへの取組について、The SDSN (Sustainable Development Solutions Network) Australia/Pacificが2017年8月に取りまとめた、大学でSDGsに取り組むためのガイド「Getting started with the SDGs in Universities」の翻訳を実施。「大学でSDGsに取り組む 大学、高等教育機関、アカデミアセクターへのガイド」（日本語翻訳版）として、岡山大学SDGs専用HPで公開している。 2020年度から2022年度にかけて株式会社ベネッセホールディングスと共同研究を始めた。 地域の持続可能性と「well-being：ウェルビーイング」の学術的研究を進める。                                                                                        |
| 関西SDGsプラットフォーム                   | - 関西の民間企業、市民社会・特定非営利活動法人 (NPO)・非政府組織 (NGO)、大学・研究機関、自治体・政府機関といった、多様な人々が参加するプラットフォームとして設立された。 |
| 千葉大学、京葉銀行                         | - 「ecoプロジェクト」を実施し、17の達成目標のうち10項目で成果を出した。 |
| 東京オリンピック・パラリンピック組織委員会 | - 大会の持続可能性コンセプト「Be better, together ／より良い未来へ、ともに進もう。」を掲げ、大会を通じたSDGsへの貢献を目指している。 |
| 日本科学未来館                             | - 3階「未来をつくる」常設展示の中で「未来逆算思考」としてゲーム形式で体験する展示を行っている。50年後に暮らす子孫たちに、どんな地球を贈ることができるのか、8つの選択肢から選び、フォアキャスティングとバックキャスティングの2つの視点を体験する。 |
| 日本経団連                                 | - 2017年11月、「Society 5.0 for SDGs」を柱として企業行動憲章を改定し、SDGsに資するイノベーション事例集、特設サイト、など企業のSDGs推進を進めている。 |
| 日本ユネスコ協会連盟                       | - SDGsのための教育ESD - 世界寺子屋運動 - 減災教育と自然災害発生後の教育支援 - SDGs達成に向けた次世代育成 - 未来遺産運動・世界遺産活動 - ユネスコスクールSDGsアシストプロジェクト - 持続可能な開発のための教育 (ESD)の活動費用の助成を行う。 |
| 日本放送協会（NHK）                        | - SDGsテーマソング「ツバメ」を歌とダンスなどでEテレで放送している他、協会公式サイトおよび外部の動画投稿サイトの協会広報チャンネルにも動画を載せている。 |
| 企業                                       | 取り組み |
| アルビス                                   | - 多様性を生かした職場づくり - パート社員の正社員登用。障害を持つ従業員を特例子会社で雇用。 - 環境 - 納品期限の「1/2ルール」へ変更、食品の廃棄ロスの削減、廃油・魚残渣・肉油等廃棄物のリサイクル率50.6%といった、廃棄物の削減。長年にわたるマイバッグ持参キャンペーン。物流で使用するトラックの台数や空車状態で走行する距離・時間の削減。 - 店舗の社会貢献活動 - 「緑の募金」「WFP募金」「エンゼル募金」の3つの募金を実施。小学校の社会見学や、中学生の職場体験の受け入れ。 |
| 共同ピーアール総合研究所                   | - 3月17日を「みんなで考えるSDGsの日」と制定し、生活者に対するSDGsの認知および問題意識向上のための活動を実施。 |
| スターバックスコーヒー                     | - 「Glocally Responsible」として、サステナブルな未来をつくる活動をしている。 - エシカルな調達-環境・社会・経済・品質について責任を持って育てられ、エシカルに取引されたコーヒー豆を買い付ける。 - 環境面のリーダーシップ - コーヒー豆かすをリサイクルし、牛の乳酸発酵飼料や野菜を育てる堆肥を作る。又、ミルクパックをリサイクルし、市販されるトイレットペーパーやスターバックス店舗で使われるペーパーナプキンを作っている。 - 未来につなぐ日本の文化 - 地域の食材を生かした、ほうじ茶やフラペチーノを商品化。地域の産業を生かしたアイテムを地元の職人とつくり、店頭で販売。 - コミュニティとのつながり - 従業員や地域コミュニティをより良くしたいと思っている人たちをつなぐイベントを行う。災害支援。 |
| 電通                                       | - 2021年12月、電通TEAM SDGsから『サステナビリティ・コミュニケーションガイド』が発行された。 |
| 中部電力ミライズ                           | - 静岡Greenでんき事業を行っている |
| 東京書籍、積水化学、日経BP                 | - ウェブサイト『EduTown SDGs -わたしたちが創る未来-』を運営。小中学生を対象とし、自習コンテンツ、ワークシート、授業で使うことのできるカードのデジタルデータなどを展開している。 |
| 東急電鉄                                   | - 阪急・阪神と協働する形で2020年9月よりSDGsをテーマとしたラッピング電車「SDGsトレイン 美しい時代へ号」（東横線5050系、田園都市線2020系、世田谷線300系）を運行。 |
| 阪急阪神HD                                 | - 傘下の阪急電鉄・阪神電気鉄道で2019年5月よりSDGsをテーマとしたラッピング電車「SDGsトレイン 未来のゆめ・まち号」（阪急電鉄1000系・1300系と阪神電気鉄道1000系）を運行。 |
| 静鉄グループ                               | - COOL CHOICE in しずおかと言うイベントの開催、静岡Greenでんきの利用、電気バスの導入、水素バスの導入予定 |
| 三菱UFJ銀行                                | - サステナブルファイナンス目標の設定 - 再生可能エネルギーなどSDGs達成への貢献をめざす事業を行う顧客を、金融サービスを通じて積極的に支援する。 - MUFG環境・社会ポリシーフレームワーク - 金融サービスの提供を行う中で、環境や社会への配慮を実現する。 |
| ユーグレナ                                 | - 2021年8月、定款上の事業目的をSDGsの17項目を反映させた内容に変更。 |
| ユニクロ                                   | - 『届けよう、服のチカラ』プロジェクト - 子どもたちが主体となり、着なくなった子ども服を回収して、難民など世界中で服を本当に必要としている人々に届ける活動。 |
| 吉本興業                                   | - SDGs・環境対策の取り組みを応援するSDGsの歌を作詞・作曲した。のちにこの活動が認められて日本国政府主催の「ジャパンSDGsアワード」で特別賞のSDGsパートナー賞となる。 |

## 批判

### 競合する多すぎる達成基準
2015年のエコノミストによる解説では、持続可能な開発目標 (SDGs) の169の達成基準は多すぎると主張し、ミレニアム開発目標 (MDGs) と比較して、「無秩序で、誤った考え」で「乱雑」だと述べている。そしてこうした達成基準は地域の文脈を無視しているとした。他の16の目標はすべてSDG1「貧困を終わらせる」の達成を条件としている可能性があり、これは非常に短い目標リストのトップにあるべきものであったという。
17のSDGsの間のトレードオフは、持続可能性のための難しい障壁であり、その実現を妨げる可能性がある:66。例えば、次に示すものはトレードオフを考える上で難しいものである。「飢餓の撲滅は、環境の持続可能性とどのように調和させることができるのか? (SDGsターゲット2.3、15.2) /経済成長はどのように環境の持続可能性と両立させることができるのか? (SDGsターゲット9.2、9.4) /所得の不平等と経済成長はどのように折り合いをつけることができるのか? (SDGsターゲット10.1、8.1)」。

### 環境の持続可能性に弱い

SDGウエディングケーキモデル。持続可能な開発目標 (SDGs) の経済、社会、環境保護の側面からの捉え方。

学者たちは、持続可能な開発目標 (SDGs) について、惑星、人々、繁栄の問題はすべて一つの地球システムの一部であり、プラネタリー・バウンダリーを保護することは手段であってはならず、それ自体が目的であるべきだと認識されていないと批判している:147。SDGsの主要な懸念は、経済成長が持続可能な開発のすべての柱を達成するための基盤であるという考えに固執したままであることである:147。こうしたSDGsの環境保護への舵取りに対する疑念は、その舵取り能力からだけでなく、そもそも環境保護を優先していないように見えることから生じている:144。
包括的な環境目標や「惑星的」目標は存在せず、その代わりに環境保護は、目標13、14、15にある環境に焦点を当てたSDGs群に委ねられている。これらの明確な環境目標を含めることで環境保護が進むかもしれないが、目標13、14、15は環境問題（気候、土地、海洋）を区分けする可能性があるという意見もある。これらの目標は、プラネタリー・バウンダリーを追求するものではないが、気候、陸地、海洋などの環境面を保護することについて、その重要性は認識されている:144。 
SDGsは、単に現状を維持するだけで、野心的な開発アジェンダを実現するには至らない可能性がある。現在の現状は、「人間の福利と環境の持続可能性を切り離し、ガバナンスを変え、トレードオフ、貧困と環境悪化の根本原因、社会正義の問題に注意を払うことに失敗している」と言われている。
3％の世界経済成長の継続（目標8）は、生態系の持続可能性の目標とは両立しない可能性がある。なぜなら、世界の生態系経済の絶対的なデカップリングの必要率は、過去にどの国も達成したことがないほど高いからである。人類学者は、GDPの総成長を目標とする代わりに、目標は一人当たりの資源使用量を目標とし、「高所得国での大幅な削減」を提案した。
SDGsの中では、環境制約や惑星の境界線が十分に表現されていない。例えば、現在のSDGsの構成は、環境の持続可能性とSDGsの間に負の相関関係をもたらしている。つまり、SDGsの環境持続可能性の側面が過小評価されているため、すべての人、特に低所得者層の資源確保が危険にさらされている。これは、SDGsそのものを批判しているのではなく、その環境条件がまだ弱いという認識に基づいた批判である。
SDGsは、生物多様性を保護することができないという批判がある。持続可能な開発の名の下に、意図せずして環境破壊を促進しかねない可能性がある。
科学者たちは、SDGsにおける環境の持続可能性に関する弱点に対処する方法をいくつか提案している。
- 持続可能な開発を支える環境と社会の結合システムの本質をよりよく捉え、調整とシステム変換の指針とするために、必要不可欠な変数のモニタリングをする[72]。
- 様々な場所（例：沿岸の河川デルタ、山岳地帯）における生物物理システムの背景にもっと注意を払う[73][74]。
- 最終的にSDGsの成否を左右しうる、空間（例：グローバル化を通じて）と時間（例：将来の世代に影響を与える）のスケールを超えたフィードバックのより良い理解をする[75]。

### 倫理的な方向性
SDGsの倫理的方向性には懸念がある。SDGsの焦点は依然として「資源の成長と利用......そして（それは）集団的視点ではなく個人的視点から出発する」ようであり、「開発に関する（西洋）近代に見られた強い概念、つまり、環境に対する人間の主権（人間中心主義）、個人主義、競争、自由（義務ではなく権利）、自己利益、集団的福祉につながる市場への信頼、（法制度によって保護される）私有所有権、能力に基づく報酬、物質主義、価値の数量化、労働の道具化といった概念に支えられている」ものであると言える:146。

### 質的な指標の追跡の難しさ
SDGsの目標に関して、一般的に「実施手段」と成果を結びつける根拠が弱い。 「実施手段」に関する目標（例えば、ターゲット6.a『2030年までに、集水、海水淡水化、水の効率的利用、排水処理、リサイクル・再利用技術を含む開発途上国における水と衛生分野での活動と計画を対象とした国際協力と能力構築支援を拡大する。』のように文字で示されるもの）は、概念化が不完全で、策定が一貫しておらず、その大部分が定性的な指標の追跡は困難であると考えられている。

### インパクトの達成の難しさ
これまでのSDGsのインパクト、特に惑星の完全性を守るというアレーに欠けているところがある:161 。目標の数，目標の枠組みの構造（例えば非階層的構造）、目標間の一貫性、目標の具体性あるいは測定可能性、本文で使用されている言語、そして、その中核的な方向性として新自由主義経済開発指向の持続可能な開発への依存など、いくつかの設計要素は当初から欠陥があったかもしれない:161。
SDGsが持続可能な経済発展を重視していることは、経済成長の限界と貧富の差の「発展的」な除去の両方を必要とする、惑星の完全性と正義にとって必然的に有害であると主張する者もいる:145。

### SDGsによるイメージウォッシング
実態がないのにSDGsに熱心であることを発信している、実態以上にSDGsに熱心であることを発信している、取り組み自体は本当だが不都合な事実を伝えず良い情報のみを伝達している、といった企業に、「SDGsウォッシング（SDGsウォッシュ）」だという批判が起きることがある。SDGsウォッシングが懸念されている例には以下のものがある。
- メガバンクの三菱UFJ・三井住友フィナンシャルグループ・みずほ銀行は2019年、脱炭素社会に向けて気候変動問題に取り組む意思を明確にした。しかし進行中の石炭火力発電事業への融資は継続していた。これについて、「パリ協定の目標達成に必要とされる急速な段階的停止を行う兆候は全く見られない」と国際環境NGO5団体から批判された[77]。
- ユニクロを運営するファーストリテイリングは、「環境に負荷をかけない服づくり」を発信してきた[78]。しかし2021年、中国・新疆ウイグル自治区で生産された綿を服の生産過程で使用してきたことで、サプライチェーンを通じてウイグル人強制労働への関与をなくすための調査が不十分である、と国際人権NGOヒューマン・ライツ・ナウおよび日本ウイグル協会から指摘された[79]。この指摘について、柳井正会長は決算記者会見で「政治問題なのでノーコメント」と述べた[80]。フランス検察は同仏法人を「人道に対する罪の隠匿」で捜査した[81]。
- 日本のマスメディアによる推進活動への批判がある。意識高い系#SDGsを参照。